# Черняк Михайло Геннадійович
Михайло Геннадійович Черняк (рос. Михаил Геннадьевич Черняк; 13 листопада 1964, Ленінград, РСФСР, СРСР) — російський актор театру, кіно та дубляжу, радіоведучий, Заслужений артист Росії (2005). Найбільш відомий озвучуванням персонажів мультсеріалу «Смішарики», «Трансформери» (дубляж 6 канал) та диктором серій студії «Млин».

## Кінематограф

### Актор
- 1992 — Удачі вам, панове! — брокер (немає в титрах)
- 1993 — Вікно в Париж — пілот (немає в титрах)
- 2001 — Вулиці розбитих ліхтарів-3 — Арік Лурьє
- 2002 — Агентство «Золота пуля» — Гліб Спозараннік
- 2003 — Як в старому детективі — Сергій
- 2003 — Таємниці слідства 3 — адвокат (в епізоді «Папірна робота» фільм 4, частина 1)
- 2004 — На виражі — епізод
- 2005 — Всі золота світу — Николін
- 2005 — Холодильник та інші — Тато
- 2006 — Морські дияволи — Льова (в епізоді «Підлідний лов», 1 серія)

## Визнання і нагороди
- Номінація «За кращу виставу», Всеросійський фестиваль моновистав в Пермі (1993).

- Головний приз Всеросійського фестивалю моновистав в Пермі (1991).

- Приз глядацьких симпатій на фестивалі моновистав в Геленджику (1992).